# Stazione di La Giustiniana
Stazione di La Giustiniana vasútállomás Olaszországban, Róma La Giustiniana városrészében.

## Vasútvonalak
Az állomást az alábbi vasútvonalak érintik:
- Viterbo–Róma-vasútvonal

## Kapcsolódó állomások
A vasútállomáshoz az alábbi állomások vannak a legközelebb:
- Stazione di Ipogeo degli Ottavi (Stazione di Roma Tiburtina, FL3)
- Stazione di La Storta (Stazione di Viterbo Porta Fiorentina, FL3)